# Rörsjöstaden
Rörsjöstaden är ett delområde i stadsdelen Centrum i Malmö. Området ligger mellan Drottninggatan och Föreningsgatan. Det sträcker sig från Amiralsgatan till Östra Förstadsgatan och  Värnhemstorget. 
Området var från början en grund sjö, Östra Rörsjön, belägen utanför Malmös fästningsverk. Den dikades ut på 1800-talet för att ge plats åt stadens expansion.
Rörsjöstaden började anläggas på 1870-talet efter en plan av den dåvarande stadsingenjören Georg Gustafsson. Området är inspirerat av den parisiske stadsplaneraren Georges-Eugène Haussmann och uppbyggt kring en bred boulevard, Kungsgatan med Sankt Pauli kyrka som fokalpunkt mitt på Kungsgatan.  Numera är Kungsgatan uppdelad i mindre lokalgator. Endast cykelbanan i mitten kan användas för genomfartstrafik. De äldsta husen ligger på Löjtnantsgatan, Kommendörsgatan och Kornettsgatan och byggdes i slutet av 1870-talet.
Arkitekturen i området spänner mellan flera olika stilar med tonvikt på nationalromantik, jugend och nordisk klassicism. Blandningen till trots erbjuder Rörsjöstadens bebyggelse en för Malmö sällsynt kontinuitet med stenhus om fyra våningar i slutna kvarter.
Söder om Kungsgatan finns hyreshus från slutet av 1800-talet, men även skolorna Pauliskolan (före detta Pauli gymnasium, och dessförinnan Tekniska läroverket) och Värnhemsskolan. Norr om Kungsgatan finns Malmö latinskola, huvudbrandstationen, f.d. länsstyrelsen, f.d. skatteverket, Sankt Pauli församlingshus (ursprungligen Oxie och Skytts härads tingshus), Rörsjöparken samt funkiskvarteret Malmgården. På tomten mitt emot Rörsjöparken låg en gång Dahlgrenska stiftelsen ritad av Axel Anderberg (revs 1978) som därefter användes som idrottsplats tills nybyggnation påbörjades 2016. 
Förr omfattade Rörsjöstaden även området mellan Kaptensgatan och Amiralsgatan (tillhör numera Lugnet). Bebyggelsen i detta område ersattes till stor del med nybyggda fastigheter under 1980-talet.